# Saint-Bérain-sur-Dheune
Saint-Bérain-sur-Dheune és un municipi francès situat al departament de Saona i Loira i a la regió de Borgonya - Franc Comtat. L'any 2009 tenia 572 habitants.

## Història
| Data d'elecció                           | Identitat           | Partit | Qualitat |
| ---------------------------------------- | ------------------- | ------ | -------- |
| 2001-2008                                | Marie-Thérèse Chavy |        |          |
| 2008-                                    | Éric Rebillard      |        |          |
| les dades anteriors no són pas conegudes |                     |        |          |
|                                          |                     |        |          |

## Demografia
| A partir de 1990: Població sense dobles comptes |